# Christian Robini
Christian Robini, né le 11 janvier 1946 à Lantosque, dans la vallée de la Vésubie (Alpes-Maritimes) et mort le 29 septembre 2001 à Nice, est un coureur cycliste français. En 1967, alors coureur amateur, il remporte le Tour de l'Avenir. Professionnel de 1968 à 1970, il participe au Tour de France. 

## Palmarès
- 1964
  - 1re étape du Trophée Nice-Matin
- 1966
  - Nice-Turin-Nice
- 1967
  - Champion de la Côte d'Azur
  - 3e étape des Quatre Jours de Vic-Fezensac
  - Classement général du Tour de l'Avenir
  - 2e du Tour des Combrailles
  - 3e de Paris-Évreux
  - 3e de Paris-Saint-Pourçain
  - 3e du Trophée Peugeot
  - 3e du Mérite Veldor

## Résultat sur le Tour de France
1 participation
- 1968 : abandon (4e étape)